# Benedek Gyula (színművész, 1856–1906)
Benedek Gyula, Benedek Gyula János Imre (Kolozsvár, 1856. január 10. – Sopron, 1906. március 22.) színész, rendező, műfordító.

## Családja
Szülei Benedek József és Csercser Natália színészek, öccse Benedek Lajos színész. Első neje Bera Rózsi, színésznő. Második felesége Némethy Jolán (később Deák Béláné, Dunaföldvár, 1862. április 19. – ?) színésznő volt, aki 1881-től szerepelt és 1894-től közösen játszott férjével.

## Pályafutása
1856. január 28-án keresztelték. 1874. május 8-án lépett először színpadra Follinus János igazgatónál. 1884. január 1-én a Két árva című drámában Rogert alakította a Népszínházban, ez év április 9-én pedig a Lili című operettben szerepelt már a színház tagjaként. Hamarosan vidékre került, aztán visszatért 1886 augusztusában. 1906 januárjában ment nyugdíjba.

## Fontosabb szerepe
- Octave (ifj. Dumas: Alfonz úr)

## Színműfordításai
- A szabin nők elrablása (vígjáték három felvonásban)
- Az aranypók (bohózat négy felvonásban, Franz von Schönthan: Die goldene Spinne)
- Az elveszett becsület (színmű három felvonásban, Heinrich Bohrmann-Riegen: Verlorene Ehre, 1880)

## Működési adatai
- 1874–76: Follinus János;
- 1876: Miklósy György;
- 1877: Gerőfy Andor, Lászy Vilmos;
- 1878–80: Mándoky Béla;
- 1880: Krecsányi Ignác;
- 1881: Aradi Gerő;
- 1882–83: Jakab Lajos;
- 1884: Feleky Miklós;
- 1885: Gerőfy Jakab;
- 1886: Népszínház;
- 1887: Kövesi Albert;
- 1888: Aradi Gerő;
- 1889: Bácskay Julcsa;
- 1890: Székesfehérvár;
- 1892: Kömlei Gyula;
- 1893: Szerdahelyi József;
- 1894: Rakodczay Pál;
- 1895–97: Komjáthy János;
- 1897: Baranyay Mihály;
- 1898–1901: Dobó Sándor;
- 1901–1904: Kövesi Albert;
- 1904: Micsei F. György;
- 1905: Makó Lajos.